# 愛雲·芬芝
愛雲·芬芝（Edwige Fenech，本名愛雲·史芬妮；1948年12月24日—），法国出生的意大利演員與電影監製。

## 電影生涯
為了演出生涯第一支義大利電影，圭多·马拉泰斯塔執導的《Samoa, regina della giungla》，芬芝在1967年從尼斯搬到罗马。1968年，芬芝與奧地利導演弗兰茨·安特尔締約，1960年代晚期至1970年代初期，她在安特爾（包含頗受好評的《The Sweet Sins of Sexy Susan》系列）與弗兰茨·马里施卡（Franz Marischka）的多部作品中演出。
芬芝演出的電影類型極廣，但讓她聲名大噪的非得桃色喜劇電影莫屬，包含早期的《不良美娇妻》與《吉奥瓦娜的长腿》，還有後期的「教師」、「軍人」、「女警」系列，以及多不讓芬芝形象定型的電影，讓芬芝一躍成為桃色電影最受歡迎的演員。芬芝經常與卡洛·裘佛利以及伦佐·蒙塔尼亚尼配對演出桃色電影。
芬芝也經常演出邪典電影，包含《辣手娇娃》、《瓦德太太的怪癖》、《黑貓之眼》、《梦魇之瞳》、《血腥的艾里斯》與《嗜血杀手》。

## 晚期生涯
1980年代，芬芝成為電視名人，固定在義大利電視台與芭芭拉·寶釵共同主持脫口秀。
多年深耕電影製作的芬芝，交出了漂亮的成績單，包含艾尔·帕西诺主演的電影《威尼斯商人》，並應邀演出昆汀·塔伦蒂诺製作的電影《恐怖旅舍第二站》。

## 個人生活
芬芝出生於法屬阿爾及利亞君士坦丁省的博内（現今阿尔及利亚安纳巴省的安纳巴），父親是馬爾他人，母親為西西里人。1990年代中期，芬芝情定義大利知名實業家卢卡·迪·蒙特泽莫罗。其子艾德恩於1971年出生，曾在芬芝的公司，以及法拉利汽車日本分公司與中國分公司工作過。

## 延伸閱讀
- Stefano Loparco, Il corpo dei Settanta. Il corpo, l'immagine e la maschera di Edwige Fenech, Il Foglio Letterario, 2009. ISBN 978-8876062582.

## 外部連結
- Edwige Fenech在互联网电影资料库（IMDb）上的資料（英文）
- Interview with Fenech, by Luigi Cozzi, from around 1970 （页面存档备份，存于）
- Edwige Fenech （页面存档备份，存于） Movie poster images
- Edwige Fenech fan club （页面存档备份，存于）